# Lijst van voetbalinterlands Chili - Roemenië
Deze lijst van voetbalinterlands is een overzicht van alle officiële voetbalwedstrijden tussen de nationale teams van Chili en Roemenië. De landen speelden tot op heden drie keer tegen elkaar. De eerste ontmoeting, een vriendschappelijke wedstrijd, werd gespeeld in Santiago op 18 mei 1982. Het laatste duel, eveneens een vriendschappelijke wedstrijd, vond plaats op 31 mei 2018 in Graz (Oostenrijk).

## Wedstrijden
| № | Plaats      | Datum        | Competitie        | Wedstrijd        | Uitslag |
| - | ----------- | ------------ | ----------------- | ---------------- | ------- |
| 1 | Santiago    | 18 mei 1982  | Vriendschappelijk | Chili − Roemenië | 2 − 3   |
| 2 | Cluj-Napoca | 13 juni 2017 | Vriendschappelijk | Roemenië − Chili | 3 − 2   |
| 3 | Graz        | 31 mei 2018  | Vriendschappelijk | Roemenië − Chili | 3 − 2   |

## Samenvatting
| Competitie        | Totaal gespeeld | Winst Chili | Gelijk | Winst Roemenië | Doelsaldo Chili – Roemenië |
| ----------------- | --------------- | ----------- | ------ | -------------- | -------------------------- |
| Vriendschappelijk | 3               | 0           | 0      | 3              | 6 − 9                      |
| Totaal            | 3               | 0           | 0      | 3              | 6 − 9                      |

Wedstrijden bepaald door strafschoppen worden, in lijn met de FIFA, als een gelijkspel gerekend.

## Details

### Tweede ontmoeting
| Vriendschappelijk (Cluj-Napoca, Roemenië, 13 juni 2017): |              | |
| Roemenië | 3 – 2        | Chili |
| Bogdan Stancu 28' Nicolae Stanciu 60' Alexandru Băluță 83' | goals        | 8' Eduardo Vargas 18' Leonardo Valencia |
| Christoph Daum | bondscoach   | Juan Antonio Pizzi |
| Costel Pantilimon Vlad Chiricheș Alin Toșca Sergiu Hanca Mihai Pintilii Nicolae Stanciu 86' Romario Benzar 46' Răzvan Marin 46' Florin Andone 46' Bogdan Stancu 66' Cristian Ganea 70'                        | opstellingen | Johnny Herrera Paulo Díaz Enzo Roco 89' Eugenio Mena 82' Felipe Gutiérrez 55' Marcelo Díaz 54' Charles Aránguiz Gary Medel 46' Leonardo Valencia 46' Eduardo Vargas Alexis Sánchez                          |
| Gheorghe Grozav 46' Dorin Rotariu 46' Andrei Ivan 46' Alexandru Băluţă 66' Bogdan Țîru 70' Eric Bicfalvi 86' Florin Niţă Silviu Lung jr. Cristian Săpunaru Iasmin Latovlevici Florin Gardoș Alexandru Chipciu | wissels      | 46' Mauricio Isla 54' Arturo Vidal 55' Francisco Silva 64' Edson Puch 82' José Fuenzalida 89' Martín Rodríguez Cristopher Toselli Guillermo Maripán Gonzalo Jara César Pinares Jean Beausejour Ángelo Sagal |
| Nicolae Stanciu 28' Răzvan Marin 36' | gele kaarten | 28' Charles Aránguiz |
| | rode kaarten | 33' Gary Medel |
| - Debuut van Alexandru Băluță (CSU Craiova) en Cristian Ganea (FC Viitorul Constanța) voor Roemenië. |              | |